# Al-Qalasadi
Abu al-Hasan Ali bin Mohammed bin Ali al-Qurashi al-Basti (أبو الحسن علي بن محمد بن علي القرشي البسطي; Baza, Granada, 1412 - Béja, actual Túnez, 1486), fue uno de los más importantes matemáticos granadís.

## Biografía
Nace en Baza en una época complicada para los árabes, ya que los reyes cristianos intentaban conquistar el Reino nazarí de Granada. Fue conocido como el Bastí aunque comúnmente se le conoce como "al-Qalasadi"(القلصاد).
Al-Qalasadi fue uno de los grandes matemáticos de su época, con una gran formación. Extraordinario humanista, fue un auténtico epílogo de la tradición cultural nazarí.
Desde pequeño fue educado en Baza y después pasó a estudiar a Granada haciendo estudios de filosofía, ciencia y de la ley árabe con Abenfutut y el Saracostí.
Dejó Granada y viajó por Túnez y El Cairo, deteniéndose en Tlemecén (Argelia), donde estudió aritmética y sus aplicaciones. Después de cumplir con el precepto de la peregrinación a La Meca regresó a Granada, a pesar de que no vivían tiempos tranquilos, allí pensó y escribió sus mejores trabajos.
Al final de su vida, ante los ataques de los ejércitos cristianos tuvo que exiliarse primero en Tlemecén y luego en Túnez, donde murió.

## Su trabajo
Al-Qalasadi contribuye al simbolismo algebraico con el uso de caracteres del alfabeto árabe como símbolos matemáticos. En particular, se utiliza:
- ﻭ (wa) que significa "y" para la suma (+)
- ﻻ (illa) que significa "menos" para la resta (-)
- ف (fi) que significa "vez" para la multiplicación (*)
- عَ ('a) que significa "sobre" para la división (/)
- ﺝ (yīm) representa "yidr" que significa "raíz"
- ﺵ (sh) representa "xay" que significa "cosa" para una variable (x)
- ﻡ (m) representa "mal" para una cuadrado (x2)
- ﻙ (k) representa "kab" para el cubo (x3)
- ﻝ (l) representa "yadilu" para igualdad (↦)

A modo de ejemplo, la ecuación de {\displaystyle 2x^{3}+3x^{2}-4x+5=0} que se ha escrito con su notación como:
 2 ف ﺵ ﻙ ﻭ  3 ف ﺵ ﻡ ﻻ 4 ف ﺵ ﻭ 5 ﻝ 0 
La obra Taljis fi-l-hisab de Al-Marrakushi ibn Al-Banna, fue el punto de inicio de los descubrimientos de al-Qalasadi. En ellos se encuentran las raíces de ciertos descubrimientos que se les habían atribuido comúnmente a los cristianos del Renacimiento.
Como el desarrollo de las fracciones continuas o la introducción de la simbología matemática que aunque tuvo anteriormente alguna aparición esporádica, se desarrolló ya de modo continuo, destacándose ya a partir de la segunda mitad del siglo XV.
Sus notaciones algebraicas consisten esencialmente en designar la incógnita y sus potencias por las inicialmente de sus nombres árabes, superpuestas a los coeficientes numéricos. Colocar los dos miembros de la ecuación, uno a continuación del otro separándolos por uno de los signos de igualdad, escribir en cada uno primero los términos positivos y después los negativos. Indicar las proporciones por el signo \ (barra) y servirse con perfecta claridad de la notación de exponentes por medio de la palabra ass que significa principio, base o fundamento.
Al-Qalasadi hizo el primer estudio serio de separación de las raíces de las ecuaciones numéricas.
Calculó sumas de cubos y cuadrados de números naturales. Y fue capaz de calcular raíces cuadradas mediante aproximaciones sucesivas.
Tuvo numerosos discípulos y escribió varias obras.